# Shameless (песня Камилы Кабельо)
«Shameless» — песня американо-кубинской певицы Камилы Кабельо со второго студийного альбома Romance.

## История
1 сентября 2019 года Кабельо загрузила через социальные сети тизер о новом её альбоме под названием Romance.
Первая часть этого проекта вышла 5 сентября 2019 года в виде песен. В последующие дни она загрузила несколько фотографий обложек двух первых песен под названиями «Shameless» и «Liar». Официальная обложка сингла была обнародована в 4 сентября 2019 года.
У новой песни музыкальный ритм с элементами рок-музыки, в отличие от её предыдущих работ. По словам певицы, трек освещает более личную сторону, рассказывая о том, чем она жила последние два года. Среди авторов Camila Cabello, Andrew Wotman, The Monsters & The Strangerz, продюсеры Andrew Watt и The Monsters and The Strangerz.

## Музыкальное видео
Официальное музыкальное видео «Shameless» было размещено на канале YouTube 5 сентября 2019 года. Режиссёром был Henry Scholfield.

## Список треков
- Радио-сингл[22]

| №                   | Название                   | Длительность |
| ------------------- | -------------------------- | ------------ |
| 1.                  | «Shameless» (Radio single) | 3:39         |
| Общая длительность: | Общая длительность:        | 3:39         |

## Участники записи
По данным
- Камила Кабельо — вокал, автор
- Andrew Wotman — автор
- The Monsters and The Strangerz — авторы
- Serban Ghenea — звукоинженер
- Dave Kutch — звукоинженер, мастеринг
- Andrew Watt — клавишные, гитара, программинг
- Ali Tamposi — автор
- Jon Bellion — автор
- The Monsters & Strangerz — клавишные, продюсеры
- Henry Scholfield — режиссёр видео
- Paul LaMalfa — звукоинженер
- Manny Marroquin — микширование
- Chris Galland — микширование
- Serban Ghenea — микширование

## Чарты

### Недельные чарты
| Чарт (2019)                                | Высшая позиция |
| ------------------------------------------ | -------------- |
| Австралия (ARIA)                           | 62             |
| Австрия (Ö3 Austria Top 40)                | 63             |
| Бельгия/Фландрия (Ultratip Bubbling Under) | 15             |
| Канада (Billboard Canadian Hot 100)        | 40             |
| Канада (Billboard CHR/Top 40)              | 36             |
| Croatia (HRT)                              | 94             |
| Чехия (Singles Digitál Top 100)            | 59             |
| Германия (GfK)                             | 95             |
| Греция (IFPI Greece)                       | 15             |
| Венгрия (Single Top 40)                    | 9              |
| Венгрия (Stream Top 40)                    | 23             |
| Ирландия (IRMA)                            | 36             |
| New Zealand Hot Singles (RMNZ)             | 12             |
| Португалия (AFP)                           | 52             |
| Шотландия (OCC Scotland)                   | 38             |
| Сингапур (RIAS)                            | 23             |
| Словакия (Singles Digitál Top 100)         | 50             |
| Sweden Heatseeker (Sverigetopplistan)      | 16             |
| Швейцария (Schweizer Hitparade)            | 71             |
| Великобритания (OCC UK Singles)            | 50             |
| США (Billboard Hot 100)                    | 60             |
| США (Billboard Pop Airplay)                | 27             |
| США, Rolling Stone Top 100                 | 54             |

## Сертификции
| Регион                                                                      | Сертификация | Продажи |
| --------------------------------------------------------------------------- | ------------ | ------- |
| Польша (ZPAV)                                                               | Золотой      | 10 000  |
| Данные о продажах + прослушиваниях приведены только на основе сертификации. |              |         |